# Helenización
La helenización es la extensión de la civilización griega, especialmente durante el periodo helenístico (a partir del imperio de Alejandro Magno). También se aplica el término para la extensión de la lengua griega.
El resultado de la helenización (el helenismo) no fue una aculturación, sino la mezcla ecléctica de elementos culturales de origen griego con los de origen local, como los de la civilización persa, la civilización judía, la civilización egipcia o la civilización del Indo.
La colonización de territorios no griegos no tenía por qué tener como resultado la helenización de la población indígena. No se puede hablar con certeza de asentamientos griegos o helenizados. Generalmente se considera que si una comunidad ha dejado inscripciones en griego estaba helenizada, a pesar de que en realidad acogiese un número considerable de miembros que no hablaran griego o que no se consideraran a sí mismos como «helenos». Las comunidades que se sabe que acuñaron moneda según un patrón griego, solo en el caso de que la comunidad en cuestión se identificara a sí misma como griega, porque los observadores griegos calificaban una comunidad como polis sobre la base de criterios étnicos.
Para la Edad Contemporánea, el término helenización se identifica con la adopción de la cultura de Grecia moderna y la homogeneización étnica y cultural de Grecia, constituida como un estado nacional a partir de la independencia de Grecia (nacionalismo griego).

## Edad Antigua

### Periodo clásico y preclásico
El uso del término en contextos históricos antiguos, comienza con la helenización de los primeros habitantes de Grecia, como pelasgos, léleges, lemnios, eteochipriotas (de Chipre), eteocretenses y minoicos (en Creta), los sículos, élimos y sicanos (de Sicilia) y los enotrios, brucios, lucanos, mesapios y otros (en Magna Grecia).
Particularmente importante fue la helenización de los macedonios, por cuanto serán éstos los que, con Filipo II de Macedonia, unifiquen el espacio político griego y, con Alejandro Magno, dirijan la extensión imperial.

### Periodo helenístico

Imperio de Alejandro hacia el 323 a. C.

Durante el periodo helenístico que siguió a la muerte de Alejandro Magno, un considerable número de pueblos del antiguo Oriente Próximo se helenizaron (asirios, judíos, egipcios, partos, persas, armenios, etc.). Los bactrianos, un grupo étnico iranio que ocupaba la Bactria (el norte del actual Afganistán) se helenizaron a través del reino grecobactriano, mientras que las tribus de la región noroccidental del subcontinente indio fueron helenizados a través del reino indogriego. También hubo helenización entre los tracios, dardanios, peonios e ilirios al sur de la línea Jirecek, e incluso de los getas.
Esta helenización tuvo, no obstante, significativas limitaciones. Por ejemplo, las áreas meridionales de Siria que fueron afectadas por la cultura griega se limitaban a los centros urbanos seleúcidas, únicos puntos de la región donde se hablaba griego; mientras que las zonas no urbanas permanecieron ajenas a transformaciones culturales o lingüísticas, manteniendo sus habitantes el siríaco y sus tradiciones nativas. Por otro lado, la helenización no implicó necesariamente la asimilación de grupos étnicos no griegos: en zonas como el Asia Menor, la población local ya era previamente de cultura griega y tenía una plena identificación con sus linajes griegos ancestrales.

### Periodo romano
La conquista romana de Grecia y de las provincias del Mediterráneo oriental no trajo consigo una romanización de éstas, sino más bien al contrario, una helenización de la propia Roma, cuyos intelectuales usarán el griego como lengua culta, y cuyos escritores y artistas reproducirán los modelos de la literatura y el arte griego, en lo que puede denominarse propiamente una civilización greco-romana, identificada incluso en la religión.
La helenización se extendió, con la romanización, a la parte occidental del Imperio romano, que en algunas zonas (especialmente las costas del Mediterráneo Occidental) ya habían recibido el influjo de la colonización griega.

## Edad Media
También se suele llamar helenización al proceso que convirtió, a partir de la fundación de Constantinopla (siglo IV), al Imperio romano de Oriente en un centro político y cultural de habla griega. Aunque las provincias orientales del Imperio romano nunca habían sido latinizadas, y el uso del griego como koiné -lengua común para la comunicación entre grupos de diferentes lenguas- era muy extenso; el uso del latín era preferente como lengua de la corte y de los textos jurídicos, al menos hasta la época de Justiniano, quien pretendía la Recuperatio Imperii (siglo VI). La primacía de la cultura y lengua griegas en el Imperio bizantino fue mucho más marcada a partir de la época de Heraclio (siglo VII).

### Dominio otomano
La Extensión del Imperio otomano por los Balcanes trajo como consecuencia una extensión de rasgos culturales y religiosos griegos (Iglesia ortodoxa griega), sobre una población multiétnica cristianizada desde la Alta Edad Media.

## Edad Contemporánea
En 1909 una comisión nombrada por el gobierno griego informó que un tercio de las poblaciones de Grecia no tenían nombres de origen griego, y se decidió cambiárselos. El mismo informe recogía que de las 5.069 poblaciones 1.500 eran de habla no griega. El cambio de topónimos recibió el nombre de proceso de helenización.
La república helénica procuró políticas conducentes a la "armonización cultural y educación de las minorías lingüísticas residentes dentro del estado griego moderno".
En ambientes nacionalistas griegos, el término helenización se usa peyorativamente, para designar la concesión "ilegal" de la ciudadanía griega a inmigrantes "no griegos".